# Luke Swann
Luke Kirke Swann (sinh ngày 25, tháng 6 năm 1983 tại Hitchin, Hertfordshire - mất ngày 8 tháng 9 năm 2022) là một huấn luyện viên cricket chuyên nghiệp người Anh hiện đang làm việc cho Câu lạc bộ cricket quận Northamptonshire.
Swann nổi tiếng là một trong số ít huấn luyện viên làm việc trong môn cricket chuyên nghiệp chưa từng chơi một trò chơi hạng nhất nào. Ông gia nhập đội ngũ huấn luyện tại Northamptonshire CCC với tư cách là huấn luyện viên cricket hiệu suất.
Ông là cháu chắt của nhà thuyết minh học người Anh và tác giả Harry Kirke Swann.

## Nghề nghiệp
Swann gia nhập đội ngũ huấn luyện chuyên nghiệp tại Northamptonshire CCC vào tháng 2 năm 2017 trước đây đã từng làm huấn luyện viên trưởng chương trình cricket tại trường đại học Wrekin ở Shropshire và cũng là một huấn luyện viên nhóm tuổi trẻ quận.
Ngày 8 tháng 9 năm 2022, Câu lạc bộ Cricket Hạt Northamptonshire đưa tin  rằng, Anh đột ngột qua đời hưởng dương 39 tuổi. Các cầu thủ của Northamptonshire sẽ đeo băng tay màu đen trong trận đấu sắp tới với Surrey.